# خانواده من و بقیه حیوانات
خانواده من و بقیه حیوانات (انگلیسی: My Family and Other Animals) یک خودزندگی‌نامه از طبیعت‌گرای بریتانیایی جرالد دارل است.
این کتاب، روایت اغراق‌آمیز و گاهی داستان‌گونه‌ای از دوران کودکی او و زندگی‌اش در جزیرهٔ یونانی کورفو میان سال‌های ۱۹۳۵ تا ۱۹۳۹ میلادی است. در این کتاب، زندگی خانوادهٔ دورل به‌گونهٔ طنزآمیزی بیان شده و مکاشفه‌ای نیز در بافت جانوری این جزیره است.